# Дарем (Англія)
Да́рем (англ. Durham) — місто у північно-східній Англії. Адміністративний центр та найбільший населений пункт графства Дарем. Найближчі великі міста — Ньюкасл-апон-Тайн, Честер-ле-Стріт, Сандерленд та Дарлінгтон.
Визначні пам'ятки Дарема — Кафедральний собор норманських часів та замок 11 століття, обидва занесені до списку світової спадщини ЮНЕСКО з 1986 року. З 1832 року в будівлях замку розміщено Даремський університет.
Назви багатьох графств походять від імен їхніх столиць, і в цьому випадку очікуваною формою було б слово «Даремшир». Однак графство, єдине в Англії, називають «Дарем» — така форма є загальноприйнятою в Ірландії.

## Історія та архітектура
Історичний центр міста височіє на скелястому березі річки Уїр. У Середні віки цей стрімчак здавався ідеальним місцем для будівництва укріплень для захисту від шотландців. Даремський замок заснував Вільгельм Завойовник, проте невдовзі оборону Північної Англії від шотландців було доручено місцевому єпископу — найбільшому в цих краях феодалу.
До 1836 року замок служив однією з його резиденцій. Крім замку, з укріплень середньовічного Дарема збереглися окремі ділянки оборонного муру XII століття.
Крім своєї оборонної ролі, середньовічний Дарем привертав натовпи паломників, які бажали поклонитися мощам св. Кутберта Ліндісфарнського. Вони були поміщені в соборному храмі Діви Марії, закладеному в 1093 році в романському стилі. «Наполовину храм Божий, наполовину фортеця», — так схарактеризував цю масивну споруду Вальтер Скотт.

## Освіта та культура
У XV столітті під заступництвом місцевих єпископів була заснована Даремська школа — одна з найстаріших у країні. 1832 року за сприяння єпископа було засновано Даремський університет, для потреб якого незабаром було передано давній замок. 1960 року на кошти вірменського мультимільйонера Галуста Гюльбенкяна при університетській школі сходознавства відкрився всесвітньо відомий музей далекосхідного мистецтва та археології.
1986 року Даремський собор та замок були удостоєні ЮНЕСКО включення до переліку пам'яток Всесвітньої спадщини людства як унікальні зразки норманської архітектури.

## Економіка
Економіка графства здебільшого заснована на сфері послуг, хоча для Великої Британії розмір індустріального сектора Дарема доволі великий, що має глибокі історичні корені, адже вугілля тут почали добувати ще з часів короля Стефана Блуаського (1092–1154). Останнім часом видобувна промисловість у Даремі поступово скорочується, що можна спостерегти на прикладі Даремського параду шахтарів, на який з кожним роком приходить дедалі менше учасників. Видобуток вугілля у графстві наразі припинено.

## Міста-побратими
- Дарем, США
- Тюбінген, Німеччина
- Везель, Німеччина
- Кострома, Росія
- Сомма, Франція
- Банська-Бистриця, Словаччина
- Наксков, Данія
- Алькала-де-Гвадаіра, Іспанія
- Яс-Надькун-Сольнок, Угорщина